# 圣伊巴尔 (阿列日省)
圣伊巴尔（法語：Saint-Ybars）是法国阿列日省的一个市镇，属于帕米耶区（Pamiers）勒福萨县（Le Fossat）。该市镇2009年时的人口为667人。

## 人口
圣伊巴尔人口变化图示
| 数据来源：INSEE |